# 태풍 낸시 (1961년)
태풍 낸시(Typhoon Nancy)는 1961년에 북서태평양에서 발생한 18번째 태풍으로 1분최대풍속이 345 km/h가 관측되었을 전제 하에 전 세계에서 발생한 열대 저기압 중 가장 큰 수치를 기록했다. 그러나 이 345 km/h의 수치는 정확하지 않아 논란의 여지가 남아 있다. 태풍 낸시는 일본에 막대한 영향을 주어 일본 기상청에서는 피해가 극심했던 태풍에게만 붙이는 특별한 이름 중 하나인 '제2의 무로토 태풍(第2室戸台風)'을 부여했다. 현재 일본 기상청에 의해 새로운 이름을 갖게 된 태풍은 단 10개의 태풍 뿐이다.

## 태풍의 진행

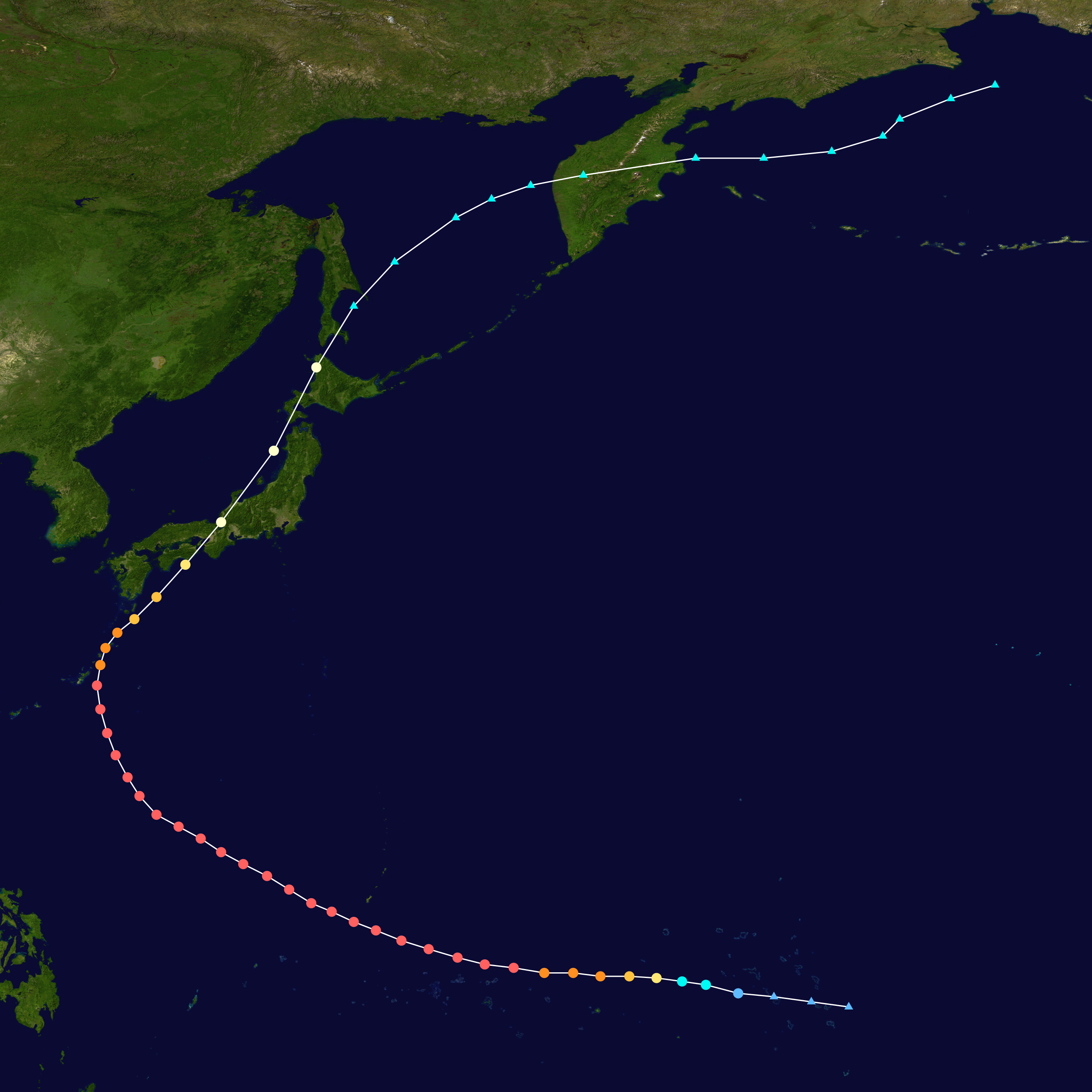
태풍 낸시의 경로

1961년 9월 7일, 마셜 제도의 콰잘레인 환초 부근의 저기압 지대에서 열대 저기압이 발생했다. 이것이 태풍 낸시의 시초였으며 이내 서쪽으로 이동하면서 급격하게 강해져 9월 9일에는 사피어-심프슨 허리케인 등급 제5등급의 세력에 도달하였다. 낸시는 이 세력을 5.5일동안 유지하면서 점차 북서진하기 시작했다.
낸시가 최성기를 맞이했을 때, 일본의 류큐 제도까지 북상하였으며 이때부터 북쪽으로 방향을 틀었다. 북진하게 된 낸시는 오키나와 근해를 통과했다. 그러나 낸시의 오른쪽에 위치해있었던 고기압대의 세력이 약해지자 낸시는 즉시 방향을 북동쪽으로 바꾸었다. 그리고 9월 16일, 고치현 무로토시의 무로토 곶에 1차로 상륙한 후 시코쿠섬을 빠져나와 다시 혼슈섬 오사카부에 2차로 상륙하였다. 낸시는 100 km/h의 속력으로 혼슈섬 동부와 북동부를 매우 빠르게 가로질렀고 이내 홋카이도까지 북상했다. 홋카이도를 남북으로 가로지른 낸시는 오호츠크해에 열대 폭풍의 세력으로 빠져나왔다. 이후 9월 17일에 온대저기압으로 변질되었고 캄차카반도를 통과해 북태평양에 도달하였다.

## 피해
태풍 낸시가 남긴 재산피해의 규모는 정확하게 알 수 없지만 낸시가 통과했던 지역의 피해는 모두 대재앙 수준이었다. 최소 173명이 사망했고 포함되지 않은 19명이 지금까지 존재한다.

### 괌
괌에서는 태풍 낸시로 인한 강풍과 폭우로 농작물 절반이 파괴되었고 도로복구비에만 4만달러가 투입되었다. 대부분의 피해는 섬의 남부에서 발생했고 사망자는 없었다.

### 일본
일본에서는 172명의 사망자와 18명의 실종자, 3184명에 달하는 부상자가 발생해 태풍 낸시는 역대 일본을 강타한 태풍 중 인명피해 순으로 6번째에 랭크되었다. 그러나 사망자 수는 다른 태풍에 비해 크게 낮았는데 연속적인 주의 발령과 적절한 대처가 사망자를 크게 낮춘 것으로 보고되었다. (이전의 1959년 태풍 베라는 5238명, 1958년 태풍 아이다는 1269명, 1954년의 태풍 마리는 1361명의 사망자를 발생시켰다.)
태풍 낸시로 11,539동의 집이 파괴되었고 32,604동의 집은 반파, 280,078동은 침수되었다. 또한 정확한 수치는 현재까지도 알 수 없지만 미군 신문은 1,056척의 어선이 가라앉거나 파괴되었다고 보도했다. 낸시로 인한 홍수로 566개소의 다리가 유실되었고 1,146건의 산사태가 발생하였으며 총 2,053곳에서 도로가 유실되었다. 오사카시에서의 피해액은 5억달러에 이르렀다.
이러한 피해 때문에 일본 기상청에서는 태풍 낸시에 '제2의 무로토 태풍'이라는 새로운 이름을 부여했다.

## 기록
9월 12일, 한 비행기가 풍속 측정을 위해 태풍 낸시의 구름 속으로 들어갔다. 비행기 탑승자들은 1분최대풍속으로 자그마치 345 km/h (215 mph, 185 kts)에 달하는 값을 얻어냈다. 이 기록이 정확하다면 전 세계에서 발생한 모든 열대 저기압 중 최고 수치를 기록하는 것이 된다. 그러나 나중에 1940년대부터 1960년대에 측정된 태풍의 풍속이 부풀려졌다고 조사되어 실제로는 조금 더 낮을 수도 있다. 태풍 하이옌은 태풍 낸시 다음으로 최고풍속인 315 km/h을 기록하였으니 태풍 낸시의 기록이 정확하다면 이 5개 열대 저기압의 기록을 모두 뛰어넘게 되는 것이다.
상륙지점인 고치현 무로토시 무로토 곶에서는 최대순간풍속 84.5 m/s가 관측되어 1945년의 제20호 태풍이 미야자키현에서 기록한 75.5 m/s를 크게 상회했다. 그러나 이 기록은 5년 후 미야코섬에서 관측된 태풍 코라의 85.3 m/s로 깨지게 된다. 또한 무로토 곶에서는 중심기압이 925hPa까지 떨어져 일본에서 상륙전 중심기압 부문으로 1위를 차지했다.
1961년 당시에는 사피어-심프슨 허리케인 등급이 존재하지 않았으나 사후 분석을 통해 태풍 낸시는 제5등급의 세력을 5.5일(132시간)동안 유지했을 것으로 추정되어 북반구에서 발생한 열대 저기압 중에서 가장 오랜시간을 기록한 것과 같게 되었다.

## 관련 통계
| 순위 | 태풍번호       | 태풍이름            | 최대풍속 (1분 평균) |
| ---- | -------------- | ------------------- | ------------------- |
| 1위  | 6118           | NANCY               | 185 kt              |
| 2위  | 6124           | VIOLET              | 180 kt              |
| 3위  | 5822           | IDA                 | 175 kt              |
| 4위  | 1330 1614 2019 | HAIYAN MERANTI GONI | 170 kt              |
| 5위  | 1923 7920 2102 | HALONG TIP SURIGAE  | 165 kt              |
| 6위  | 1919 1013      | HAGIBIS MEGI        | 160 kt              |
| 7위  | 1821           | JEBI                | 155 kt              |
| 8위  | 1826           | WUTU                | 150 kt              |
| 9위  | 1902           | WUTIP               | 145 kt              |
| 10위 | 1626           | NOCK-TEN            | 140 kt              |

| 순위 | 태풍번호                                          | 태풍이름                                                            | 최대풍속 (10분 평균) |
| ---- | ------------------------------------------------- | ------------------------------------------------------------------- | -------------------- |
| 1위  | 5915 6118                                         | 베라 낸시                                                           | 150 kt               |
| 2위  | 5914 7920                                         | 사라 팁                                                             | 140 kt               |
| 3위  | 8210 1013 1330                                    | 베스 메기 하이옌                                                    | 125 kt               |
| 4위  | 8122 8221 8422 8522 9019 9128 1614 1618 2019 2102 | 엘시 맥 바네사 닷 플로 유리 므란티 차바 고니 수리개                 | 120 kt               |
| 5위  | 1328 1419 1422 1504 1513 1622 1825 1826 1923 2114 | 레끼마 봉퐁 하구핏 마이삭 사우델로르 하이마 콩레이 위투 할롱 찬투   | 115 kt               |
| 6위  | 0918 1216 1217 1319 1413 1420 1506 1521 1601 1822 | 멜로르 산바 즐라왓 우사기 제너비브 누리 노을 두쥐안 네파탁 망쿳     | 110 kt               |
| 7위  | 1808 1821 1824 1902 1909 1919 2010 2116 2122 2211 | 마리아 제비 짜미 우딥 레끼마 하기비스 하이선 민들레 라이 힌남노     | 105 kt               |
| 8위  | 1408 1507 1511 1515 1516 1524 1620 1721 1921 2121 | 너구리 돌핀 낭카 고니 앗사니 곳푸 송다 란 부알로이 냐토             | 100 kt               |
| 9위  | 1119 1418 1526 1527 1616 1621 1705 1718 1913 2009 | 날개 판폰 인파 멜로르 말라카스 사리카 노루 탈림 링링 마이삭         | 95 kt                |
| 10위 | 1324 1326 1409 1502 1509 1525 1610 1928 2018 2201 | 다나스 위파 람마순 히고스 찬홈 참피 라이언록 간무리 몰라베 말라카스 | 90 kt                |

## 같이 보기
- 1961년 태풍